# Laches
Laches – wódz ateński, syn Melanoposa. W roku 427 p.n.e. wraz z Charojadesem dowodził flotą, wysłaną na pomoc Leontynom sycylijskim. Prześladowany przez Kleona, po jego śmierci znowu zajmował ważne stanowiska. Stronnik Nikiasza, razem z nim brał udział w układach pokojowych ze Spartą w 421 p.n.e. W roku 418 p.n.e. został wysłany na pomoc Argiwom, zginął w bitwie pod Mantineją. Jeden z dialogów Platona otrzymał nazwę od jego imienia.